# Santuario della Madonna di Cortinica
Il santuario della Madonna di Cortinica intitolato alla Visitazione della Beata Vergine Maria o Madonna Visitatrice  è situato sulla collina a circa 348 m s.l.m. in località detta Campodosso, nel Comune di Tavernola Bergamasca, in provincia e diocesi di Bergamo, ed è risalente al XVII secolo. Il toponimo di Cortinica nasce dal volgare Cortinèga (piccola corte), così infatti era denominata la contrada quando nella località vi era posto l'affresco oggetto della devozione

## Storia
Il santuario fu edificato nel 1630 per ringraziare la Madonna di aver salvato il paese di Tavernola dalla peste e dai numerosi scontri che si verificavano sul territorio tra francesi e milanesi, nonché guelfi e ghibellini, rispondendo al voto che i fedeli avevano rivolto alla Madonna. Il 27 ottobre 1630 i lavori di costruzione erano ultimati: la chiesa fu infatti benedetta da don Marcantonio Fenaroli delegato dalla curia vescovile di Bergamo. 
L'edificio fu costruito intorno a una cappella contenente l'affresco raffigurante la Vergine col Bambino e santi Antonio abate e Stefano risalente al XV secolo, opera anonima, ma che i fedeli ritenevano miracolosa e veneravano da tempo. Nel 1679 il parroco Vincenzo Botta commissionò allo scultore bresciano Gaspare Bianchi la realizzazione dell'ancona dorata che contenesse l'affresco
Nel 1747 fu costruita accanto alla chiesa la casa del romito e il campanile che venne fornito di due campane. Nel 1836 il parroco con Galeazzo Fenaroli fece ampliare l'aula con l'aggiunta delle due navate laterali. Nel 1921 su progetto di Elia Fornoni fu realizzato il portico esterno con lo scalone d'accesso. Successivi furono molti i lavori di conservazione e consolidamento dell'edificio.
Nel 1937 veniva demolita la vecchia cascina addossata al presbiterio, sulla cui parete esterna era stato dipinto l'affresco della Madonna. Nel 1949 la realizzazione della scalinata con le 14 stazioni della via crucis, con affreschi di Giuseppe Grimani. Nel 1954-55 i lavori di restauro e il rifacimento del campanile, su cui venivano collocate le cinque campane. Al pittore Vittorio Manini veniva affidata la realizzazione dell'affresco per la nuova cupola e due affreschi all'esterno, raffiguranti la caduta di parte dell'abitato di Tavernola nel lago del 1906 e il nubifragio del 1947. Nel 1957 la famiglia Capuani donava le due corone d'oro per l'incoronazione della Vergine e del Bambino. 
La festa del santuario ricorre ogni anno il 2 di luglio.

## Descrizione

### Esterno
L'edificio è preceduto frontalmente e lateralmente da un porticato sorretto da colonne con arcate che ne sorreggono la copertura a coppi. La facciata presenta un corpo centrale con portale in pietra mentre le due parti laterali si presentano più arretrate con finestre aventi contorno in pietra e complete di inferriate.

### Interno
L'interno della chiesa è a tre navate divise da tre campate con volta a botte. La prima campata presenta ampliamenti laterali atti a ingrandire l'aula; nella seconda campata vi sono gli ingressi laterali, mentre la terza presenta sul lato destro l'altare intitolato ai santi Mauro e Fermo, e quella di sinistra alla nascita della Maria Vergine.
Il presbiterio a pianta rettangolare è elevato rispetto all'aula e raggiungibile da due gradoni. Centrale all'abside, racchiusa in un'ancona lignea dorata, l'affresco raffigurante la Madonna col Bambino tra i santi Antonio abate e Stefano d'autore ignoto risalente al XV secolo, posta nell'ancona lignea di Gaspare Bianchi.